# Wolkenterrasse des Juyongguan-Passes

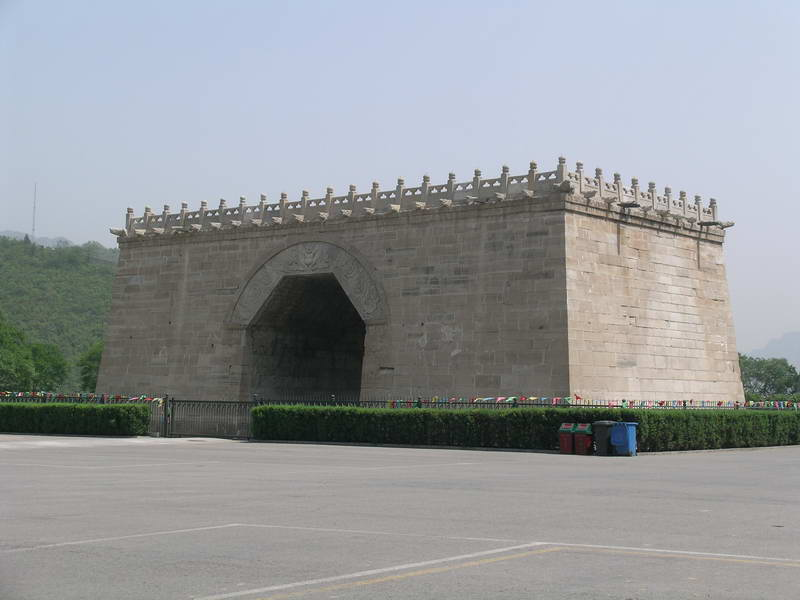

Die Wolkenterrasse des Juyongguan-Passes  (chinesisch 居庸关云台, Pinyin Jūyōngguān Yúntái, englisch Cloud Platform) ist eine rechteckige buddhistische Bogengang-Pagode aus der Zeit der Mongolen-Dynastie (Yuan-Dynastie), bei der der Straßenverkehr durch den Bogen führte. Sie befindet sich innerhalb der nördlich von Peking im Kreis Changping gelegenen Juyongguan-Passfestung. Sie ist aus weißem Marmor und hat eine Höhe von 9,5 Metern. Früher trug sie drei Pagoden, die jedoch nicht mehr erhalten sind. Sie wird im Chinesischen auch Guojie ta („Über einem Straßendurchgang gebaute Pagode/Torpagode“) genannt.
Die Wolkenterrasse des Juyongguan-Passes steht seit 1961 auf der Liste der Denkmäler der Volksrepublik China (1-98).